# Jimmy Conlin
Jimmy Conlin (14 ottobre 1884 – 7 maggio 1962) è stato un attore statunitense che apparve in quasi 150 film nei trentadue anni della sua carriera.

## Filmografia
- City Limits, regia di William Nigh (1934)
- Il grande McGinty (The Great McGinty), regia di Preston Sturges (1940)
- Un colpo di fortuna (Christmas in July), regia di Preston Sturges (1940)
- Follie di jazz (Second Chorus), regia di H.C. Potter (1940)
- Lady Eva (The Lady Eve), regia di Preston Sturges (1941)
- I dimenticati (Sullivan's Travels), regia di Preston Sturges (1941)
- Presi tra le fiamme (The Forest Rangers), regia di George Marshall (1942)
- Ritrovarsi (The Palm Beach Story), regia di Preston Sturges (1942)
- Il pazzo di Hitler (Hitler's Madman), regia di Douglas Sirk (1943)
- Il miracolo del villaggio (The Miracle of Morgan's Creek), regia di Preston Sturges (1944)
- Evviva il nostro eroe (Hail the Conquering Hero), regia di Preston Sturges (1944)
- Alì Babà e i quaranta ladroni (Ali Baba and the Forty Thieves), regia di Arthur Lubin (1944)
- The Great Moment, regia di Preston Sturges (1944)
- Sangue all'alba (Whistle Stop), regia di Léonide Moguy (1946)
- Meglio un mercoledì da leone (The Sin of Harold Diddlebock), regia di Preston Sturges (1947)
- Dick Tracy's Dilemma, regia di John Rawlins (1947)
- Il lutto si addice ad Elettra (Mourning Becomes Electra), regia di Dudley Nichols (1947)
- Tulsa, regia di Stuart Heisler (1949)
- It Happens Every Thursday, regia di Joseph Pevney (1953)
- Anatomia di un omicidio (Anatomy of a Murder), regia di Otto Preminger (1959)